# 우리의 LIVE 너와의 LIFE
〈우리의 LIVE 너와의 LIFE〉(일본어: 僕らのLIVE 君とのLIFE 보쿠라노 라이부 키미토노 라이후[*])는 일본의 음악 그룹 μ's(뮤즈)의 첫 싱글이다. 2010년 8월 13일에 초기 한정판이 발매되었으며, 2010년 8월 25일에 통상판이 발매되었다. 약칭은 ‘보라라라’이다.

## 수록곡
| #            | 제목                                                           | 재생 시간 |
| ------------ | -------------------------------------------------------------- | --------- |
| 1.           | 〈우리의 LIVE 너와의 LIFE(僕らのLIVE 君とのLIFE)〉             | 5:23      |
| 2.           | 〈우정 노체인지(友情ノーチェンジ)〉                            | 4:17      |
| 3.           | 〈우리의 LIVE 너와의 LIFE (Off Vocal)〉                        | 5:23      |
| 4.           | 〈우정 노체인지 (Off Vocal)〉                                  | 4:17      |
| 5.           | 〈처음 뵙겠습니다 -코사카 호노카-(はじめまして -高坂穂乃果-)〉 | 2:04      |
| 6.           | 〈처음 뵙겠습니다 -아야세 에리-(はじめまして -絢瀬絵里-)〉     | 3:05      |
| 7.           | 〈처음 뵙겠습니다 -미나미 코토리-(はじめまして -南ことり-)〉   | 2:49      |
| 8.           | 〈처음 뵙겠습니다 -소노다 우미-(はじめまして -園田海未-)〉     | 3:12      |
| 9.           | 〈처음 뵙겠습니다 -호시조라 린-(はじめまして -星空 凛-)〉      | 2:14      |
| 10.          | 〈처음 뵙겠습니다 -니시키노 마키-(はじめまして -西木野真姫-)〉 | 2:17      |
| 11.          | 〈처음 뵙겠습니다 -토죠 노조미-(はじめまして -東條希-)〉       | 2:04      |
| 12.          | 〈처음 뵙겠습니다 -코이즈미 하나요-(はじめまして -小泉花陽-)〉 | 3:03      |
| 13.          | 〈처음 뵙겠습니다 -야자와 니코-(はじめまして -矢澤にこ-)〉     | 2:09      |
| 총 재생 시간 | 총 재생 시간                                                   | 42:23     |

| 전주·A멜로1 | 전주·A멜로1 | → | 후렴1 | 후렴1           | → | A멜로2 | A멜로2     | → | 후렴2·B멜로·대후렴 | 후렴2·B멜로·대후렴 |
|             | 바장조 (F)  | → |       | 내림마장조 (E♭) | → |        | 바장조 (F) | → |                    | 내림마장조 (E♭)    |